# 6557 Yokonomura
6557 Yokonomura è un asteroide della fascia principale. Scoperto nel 1990, presenta un'orbita caratterizzata da un semiasse maggiore pari a 3,1617047 UA e da un'eccentricità di 0,1863381, inclinata di 7,81052° rispetto all'eclittica.